# Lipoglav
Lipoglav este o localitate din comuna Slovenske Konjice, Slovenia, cu o populație de 164 de locuitori.